# Golzheim (Düsseldorf)
Golzheim, Düsseldorf-Golzheim — dzielnica miasta Düsseldorf w Niemczech, w okręgu administracyjnym 1, w kraju związkowym Nadrenia Północna-Westfalia, w rejencji Düsseldorf.  